# Albert Feliers
Albert Feliers (28 augustus 1906 – 10 mei 1977) was een Belgische politicus. Hij was burgemeester van Munkzwalm.

## Loopbaan
Feliers werd in 1932 al op 26-jarige leeftijd gemeenteraadslid in Munkzwalm. Na de volgende gemeentelijke verkiezingen, die van 1938, werd hij schepen in de gemeente. Hij bleef schepen tot 1952. In 1952 werd hij burgemeester van Munkzwalm. Hij bleef er een kwarteeuw burgemeester, tot in 1977 de gemeente fuseerde met Nederzwalm en ophield te bestaan als zelfstandige gemeente.
Feliers was ook actief als provincieraadslid voor de CVP. Daarnaast was hij actief bij de Boerenbond, waar hij lid werd van het directiecomité. Bij de Boerengilde Oudenaarde werd hij arrondissementsvoorzitter, hij was tevens lid van de Nationale Hoge Landbouwraad en van het Bestuur van de Provinciale Landbouwkamers.
De CVP-lijst van Feliers slaagde er niet in de gemeenteverkiezingen van 1 oktober 1976 te winnen. De andere winnende partij, de PVV, had in haar campagne aan ieder gezin van de gemeente een gratis tinnen schotel laten bezorgen, wat men als ongeoorloofde propaganda zag, en waartegen klacht werd ingediend. Albert Feliers werd echter geveld door een hersenbloeding en werd in het AZ in Gent opgenomen. Hij overleed op 10 mei 1977 en maakte de gerechtelijke uitspraak omtrent die klachten niet meer mee. Deze klachten leidden wel tot nieuwe verkiezingen in 1977, die de PVV-lijst "Gemeentebelangen" toch weer won.

## Persoonlijk
Hij was gehuwd en had een zoon.